# オール三菱ライオンズ
オール三菱ライオンズ（オールみつびし・ライオンズ、英語: ALL MITSUBISHI LIONS）は、日本の東京都八王子市に本拠地を置くアメリカンフットボールのクラブチーム。Xリーグ1部のX1 Superに所属する。
メインスポンサーはメガバンクの三菱UFJ銀行、損害保険会社の東京海上日動火災保険、大手総合電機メーカーの三菱電機。三菱グループの企業を母体とする3チームが統合して発足したチームである。

## 概要
三菱グループのアメフトチームのうち、2001年に東京三菱銀行センチュリアンズと東京海上ドルフィンズの2チームが統合して「LIONS」発足。2003年には三菱電機ソシオテックスが合流し、現在の「オール三菱ライオンズ」となった。
なお、同じ三菱グループの明治安田生命保険相互会社にもアメフット部「明治安田PentaOceanパイレーツ」があったが、元々は旧安田生命保険相互会社（安田財閥→芙蓉グループ系列）時代の「安田生命ワイズレッドライオンズ」として発足し、明治安田合併後の「明治安田L.A.クレイドルズ」を経た後、同じ芙蓉グループの「五洋建設パイレーツ」との合併により「明治安田パイレーツ」となり、後に上述のチーム名となったものである。そのため現在もライオンズには参加せず、独自のチームとして活動していたが、2020年に明治安田生命はスポンサーから離脱し「PentaOceanパイレーツ」になった。また、三菱商事もライオンズには参加せず、「三菱商事 Club TRIAX」にスポンサーとして加わっている。

## 歴史
2001年に三菱グループの東京三菱銀行センチュリアンズと東京海上ドルフィンズが合併して「LIONS」が創部。
2003年に三菱電機ソシオテックスが加わり、「オール三菱ライオンズ」となる。
2011年度シーズンは初のセカンドステージに進出。オービックシーガルズ、アサヒ飲料チャレンジャーズに連敗するも、初のプレーオフ出場を果たす。

## タイトル

### 社会人リーグ
- なし

### 社会人VS学生大会
- なし

## 成績

### 秋季リーグ戦成績
|  |  |  | 優勝 |  | 準優勝 |  | 昇格 |  | 降格 |

#### 2019年以降（Super・Area制）
| 年度 | 所属     | レギュラーシーズン | レギュラーシーズン | レギュラーシーズン | レギュラーシーズン | プレーオフ                           |
| 年度 | 所属     | 勝                 | 敗                 | 分                 | 順位               | プレーオフ                           |
| ---- | -------- | ------------------ | ------------------ | ------------------ | ------------------ | ------------------------------------ |
| 2019 | X1 Super | 1                  | 6                  | 0                  | 7位                | ―                                    |
| 2020 | X1 Super | -                  | -                  | -                  | -                  | 出場辞退                             |
| 2021 | X1 Super | 0                  | 7                  | 0                  | 8位                | X1 Superチーム数拡大のため降格なし   |
| 2022 | X1 Super | 0                  | 5                  | 0                  | 6位                | 入替戦・降格（対電通キャタピラーズ） |
| 2023 | X1 Area  | 6                  | 1                  | 0                  | 1位                | 入替戦・昇格（対胎内ディアーズ）     |